# Johann Horn (Theologe, um 1490)

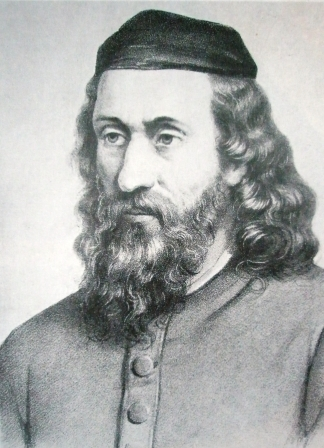
Johann Horn

Johann Horn (auch Johannes Horn; tschechisch Jan Roh, lateinisch Johannes Cornu; * um 1490 in Taus in Böhmen; † 11. Februar 1547 in Jungbunzlau) war als Bischof der Böhmischen Brüder einer der Führer der Brüderunität. 1544 gab er die zweite Auflage des deutschen Gesangbuchs der Böhmischen Brüder heraus, für das er vermutlich auch Liedtexte verfasste.

## Leben
Horn erhielt seine Erziehung in den Schulen der Böhmischen Brüder und erlernte das Handwerk der Leineweberei. Obwohl er keine theologische Ausbildung erhalten hatte, erhielt er am 15. August 1518 in Leitomischl die Priesterweihe der Brüderunität und wurde Leiter der Brüdergemeinde in Weißwasser. Anfang der 1520er Jahre lebte er wieder in Leitomischl, wo er Michael Weiße kennenlernte, der wegen seiner lutherischen Gesinnung Breslau verlassen musste. Auch Johann Horn befasste sich mit den Schriften Luthers, dessen Schrift über die Anbetung des Sakraments er ins Tschechische übersetzte. Im Mai 1522 und ein weiteres Mal 1524 zusammen mit Weiße reiste er nach Wittenberg, um Luther persönlich kennenzulernen.
Nach dem Tod des Bischofs Lukas von Prag 1528 wurde Johann Horn auf der Brüdersynode 1529 in Brandeis zu einem der vier Bischöfe (Senioren) gewählt, wobei ihm der Sitz Jungbunzlau zugewiesen wurde. Auf der Brandeiser Synode von 1532, auf der Jan Augusta als einer der vier Bischöfe zugewählt wurde, erhielt Johann Horn das Richteramt. Dadurch stieg er zum leitenden Bischof der Brüderunität auf. Zusammen mit Jan Augusta setzte er sich für den Anschluss an die deutsche Reformation ein. 1534 wurde auf seinen Antrag hin die Wiedertaufe abgeschafft. 1535 verfasste er zusammen mit Jan Augusta eine veränderte Confessio, die in zwanzig Artikeln die Lehre der Brüderunität zusammenfasst. Sie kommt in der Rechtfertigungslehre Martin Luther entgegen, der das Vorwort schrieb.
1544 übernahm Johann Horn zusammen mit zwei Mitbrüdern die Herausgabe der zweiten Auflage des deutschsprachigen Gesangbuchs, dessen erste Auflage 1531 durch Michael Weiße in Jungbunzlau publiziert wurde. Die zweite Auflage wurde in Nürnberg unter dem Titel

„Gesangbuch Der Brüder in Behemen vnd Merherrn, die man auß haß vnd neid Pickharden, Waldenses [et]c. nennet: Von jnen auff ein neues (sonderlich vom Sacrament des Nachtmals) gebessert, vnd etliche schöne neue Geseng hinzu gethan“

herausgegeben. Von den insgesamt 181 Liedern stammten 149 aus der ersten Auflage. Die Autorenschaft der neu aufgenommenen 32 Lieder konnte bisher nicht festgestellt werden. Es ist möglich, dass sie von Johann Horn oder von Michael Thamm stammen, der die Leitung der Brüdergemeinden Landskron und Fulnek in der Nachfolge Weißes übernommen hatte. Demgegenüber verweist der Hymnologe Martin Rößler darauf, dass Horn im Vorwort seine poetischen Fähigkeiten denjenigen Michael Weißes als unterlegen bezeichnet. Rößler vertritt die Ansicht, einige der neuen Texte stammten möglicherweise noch aus dem Nachlass des 1534 verstorbenen Weiße, in dessen Personalstil sie nahtlos passten.
Auf der Synode von Jungbunzlau 1546 kehrte die Brüderunität zu der Lehre ihres verstorbenen Bischofs Lukas von Prag zurück. Auch Johann Horn soll bedauert haben, dass er durch die Lektüre deutscher Bücher nicht erkannt habe, welch hohes geistiges Gut die Brüderliteratur enthalte. Ein Jahr später starb er in Jungbunzlau. Im Amt des Richters folgte ihm Jan Augusta.

## Werke
- Ein Gesangbuch der Brüder inn Behemen vnd Merherrn, Die man auß haß vnd neyd, Pickharden, Waldenses, &c. nennet. Johann Günther, Nürnberg 1544, urn:nbn:de:bvb:12-bsb00083305-1.